# Jourdaine Fletcher
Jourdaine Fletcher (* 23. September 1997 in St. James) ist ein jamaikanischer Fußballspieler auf der Position eines Stürmers. Nachdem er im Jahre 2016 in der höchsten Fußballliga seines Heimatlandes debütierte, gab er im darauffolgenden Jahr 2017 sein Debüt in der jamaikanischen Fußballnationalmannschaft.
Nachdem er zwischenzeitlich auch Collegefußball gespielt hatte, kehrte er im Jahre 2018 wieder in seine Heimat zurück und steht seit 2019 beim jamaikanischen Erstligisten Mount Pleasant Football Academy unter Vertrag.

## Vereinskarriere

### Karrierebeginn in der Heimat
Jourdaine Fletcher wurde am 23. September 1997 im jamaikanischen Landkreis Saint James Parish geboren. Im fortgeschrittenen Alter kam er ans Cornwall College nach Montego Bay, wo er von Beginn an erfolgreich in den diversen Schulfußballmannschaften zum Einsatz kam. So wurde er unter anderem in der Saison 2012/13 U-16-Meister und galt bereits zu dieser Zeit als treffsicherer Stürmer, der jedoch auch auf Mittelfeldpositionen eingesetzt werden konnte. Für die Saison 2014/15 setzte er sich die 40-Tore-Marke zum Ziel, die er in weiterer Folge nur knapp nicht erreichte. Im Spieljahr 2016 trat er für die Senior-Mannschaft seiner Schule an und gewann mit dieser den daCosta Cup, die höchste nationale Schulfußballliga. Seine 33 Treffer, die er bis zum Ende der Saison erzielte, trugen maßgeblich zum Titelgewinn bei. Für das Cornwall College war es der 13. Meistertitel in der 120-jährigen Geschichte, sowie der erste Titel seit 15 Jahren. Zusammen mit Duhaney Williams vom Jamaica College, das den zweiten großen Wettbewerb, den Manning Cup, gewann, wurde er als Most Valuable Player und Torschützenkönig ausgezeichnet und bekam als Preis für seine Leistungen vom Sponsor, dem Mobilfunkunternehmen FLOW je ein Mobiltelefon.
In der Mannschaft bildete er vor allem ein kongeniales Duo mit Peter-Lee Vassell, der im März 2017 vom Faulkland FC kommend als Legionär in die Vereinigten Staaten kam. Mit Vassell spielte er zu diesem Zeitpunkt bereits zehn oder elf Jahre zusammen, nachdem die beiden bereits in der ersten Klasse der Howard Cooke Primary in einem Team agierten und in den Jahren danach auf verschiedenen Spielebenen, wie der St James FA VMBS Under-13, der ISSA Under-14 und der ISSA Under-16, sowie auf Klubebene zusammenspielten. Nach ihrer Schullaufbahn kamen die beiden zum jamaikanischen Erstligisten Montego Bay United, wobei sich der 1999 geborene Vassell noch nicht durchsetzen konnte, jedoch schon bald darauf beim Faulkland FC unterkam, während Fletcher schon bald zu seinem Debüt in der Erstklassigkeit kam. Sein Debüt feierte Fletcher am 8. Januar 2017 bei einem 2:1-Heimsieg über den Waterhouse FC, als er zur Halbzeitpause für den verletzten Dino Williams eingewechselt wurde und in der 68. Spielminute volley den 2:1-Siegestreffer erzielte. Danach setzte ihn Trainer Dillon Thelwell regelmäßig als Einwechselspieler ein, wobei er vorwiegend nur zu wenige Minuten dauernden Kurzeinsätzen kam, jedoch bei der 0:1-Heimniederlage gegen den Tivoli Gardens FC am 29. Januar 2017 auch erstmals von Beginn an am Rasen war. Bis zum Ende der Saison brachte es Fletcher auf zehn Ligaeinsätze, sowie einen -treffer und beendete die Meisterschaft mit seinem Team auf dem dritten Tabellenplatz.

### Collegefußball in den USA und Rückkehr nach Jamaika
In weiterer Folge schloss er sich den San Jacinto Coyotes am San Jacinto College, einem Community College in der Metropolregion Greater Houston, an. Neben dem Studium am College brachte er es in der Herrenfußballmannschaft der Universitätssportabteilung auf 15 Meisterschaftseinsätze, in denen er sieben Tore erzielte und ebenso viele Torvorlagen machte. In der spielfreien Zeit am College kehrte er für einige Zeit in seine Heimat zurück, wo er unter anderem am 18. Dezember 2017 einen 90-minütigen Ligaeinsatz für Montego Bay United gegen Harbour View absolvierte. Nur einen Tag später gab sein College bekannt, dass Fletcher einen National Letter of Intent (NLI) unterschrieben hätte, um seine Fortbildung und seine Collegefußballkarriere an einer vierjährigen Universität mittels eines Vollstipendiums fortzusetzen. Fletcher wechselte daraufhin ans Eastern Florida State College, einem öffentlichen College im Brevard County in Florida.
Bereits im nachfolgenden Sommer 2018 beendete er seine Collegelaufbahn frühzeitig und kehrte wieder in seine Heimat, wo er sich wieder Montego Bay United anschloss, zurück. Kurz davor hatte er ein für ihn erfolgloses Probetraining beim maltesischen Erstligisten St. Andrews absolviert. Für den Klub kam er daraufhin bis zur Winterpause in der Saison 2018/19 in 18 Ligapartien zum Einsatz, konnte dabei jedoch nur einen Treffer beisteuern. Sein Ziel in den ersten beiden Partien mindestens vier Treffer zu erzielen und sich dadurch für die jamaikanische Nationalmannschaft oder zumindest die U-23-Auswahl seines Heimatlandes zu empfehlen, wurde damit bei Weitem nicht erreicht. Im Endklassement auf dem vorletzten Platz rangierend musste der Verein am Ende sogar den Weg in die jamaikanische Zweitklassigkeit antreten.
Fletcher gehörte zu dieser Zeit bereits nicht mehr dem Kader an; noch in der Winterpause 2018/19 war er zum verhältnismäßig jungen jamaikanischen Erstligaklub Mount Pleasant Football Academy gewechselt. Unter dem Trainer Donovan Duckie fungierte Fletcher daraufhin zumeist als Ersatzspieler und kam als solcher bis zum Saisonende bei elf Ligaeinsätzen zu zwei -toren. Im Endklassement belegte Mount Pleasant den dritten Platz der regulären Saison und kam in der nachfolgenden Meisterrunde nicht über einen vierten Platz hinaus. 2019/20 kam Fletcher bislang (Stand: 22. Januar 2020) in 16 Meisterschaftsspielen zum Einsatz, kam dabei viermal zum Torerfolg und rangiert mit seiner Mannschaft aktuell (Stand: 22. Januar 2020) auf dem zweiten Tabellenplatz hinter dem Waterhouse FC.

## Nationalmannschaftskarriere
Nachdem er bereits früh in seiner Laufbahn für die U-15- und U-17-Nationalmannschaften seines Heimatlandes zum Einsatz gekommen war, war Fletcher vor allem im Jahre 2016 regelmäßig in der Juniorenmannschaft Jamaikas vorzufinden. Mit der Mannschaft nahm er unter anderem im Juni 2016 an der Qualifikation zur CONCACAF U-20-Meisterschaft 2017 in der Dominikanischen Republik teil, schied mit den Jamaikanern allerdings auf dem dritten von vier Plätzen in der Gruppe 4 rangierend von der laufenden Qualifikation aus.
Bereits kurze Zeit nach seinem Erstligadebüt holte ihn Theodore Whitmore, Trainer der jamaikanischen Nationalmannschaft, für ein freundschaftliches Länderspiel gegen die Vereinigten Staaten in den Nationalkader. Im Spiel gegen die USA debütierte er am 3. Februar 2017, als er bei der 0:1-Niederlage in der 83. Spielminute für Romario Williams aufs Spielfeld kam. Rund zwei Wochen nach seinem Länderspieldebüt kam er in einem weiteren Freundschaftsspiel gegen Honduras zu einem weiteren Einsatz, als er beim 1:0-Sieg von Beginn an spielte und ab Minute 64 durch Cory Burke ersetzt wurde.

## Erfolge (Auswahl)
am Cornwall College
- U-16-Meister: 2012/13
- daCosta Cup Champion: 2015/16
- MVP des daCosta Cup: 2015/16
- Torschützenkönig des daCosta Cup: 2015/16 (33 Tore)